# Russische Sprachakademie

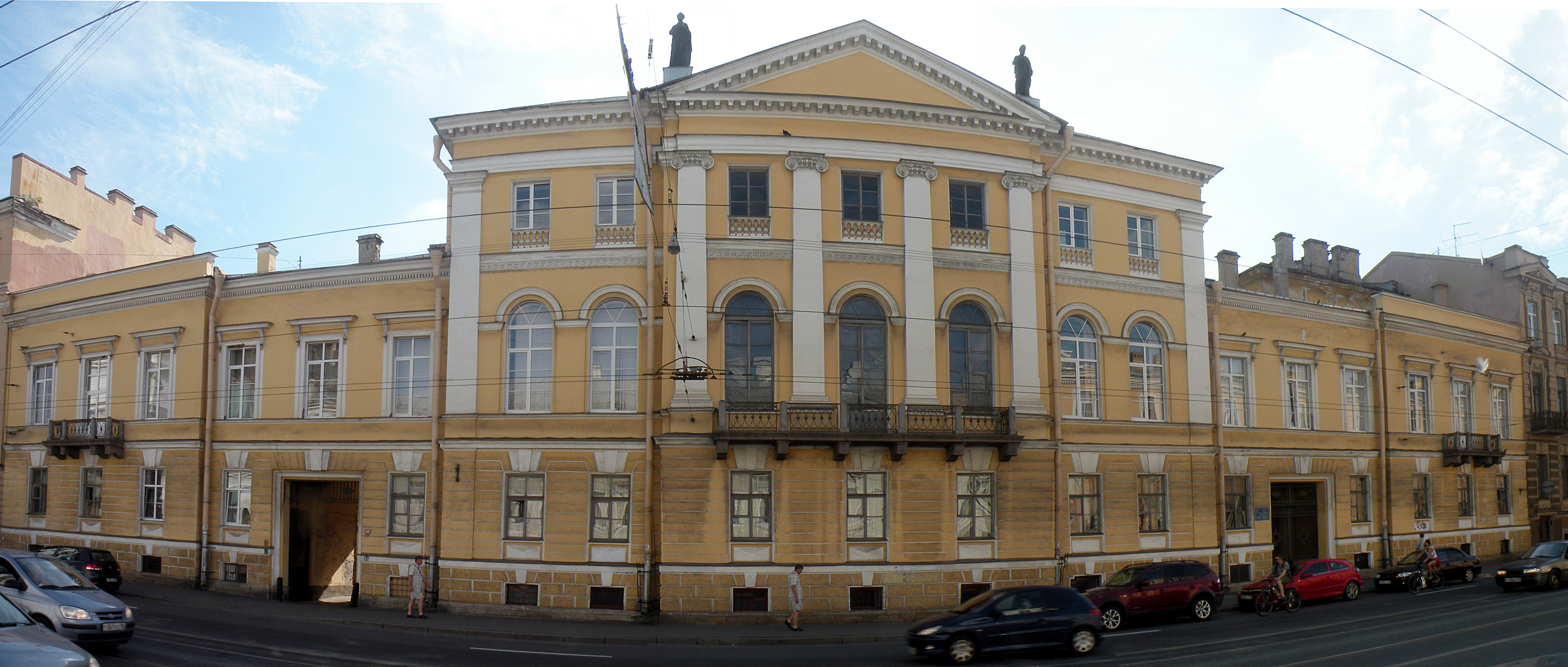
Ehemaliges Gebäude der Kaiserlich Russischen Akademie

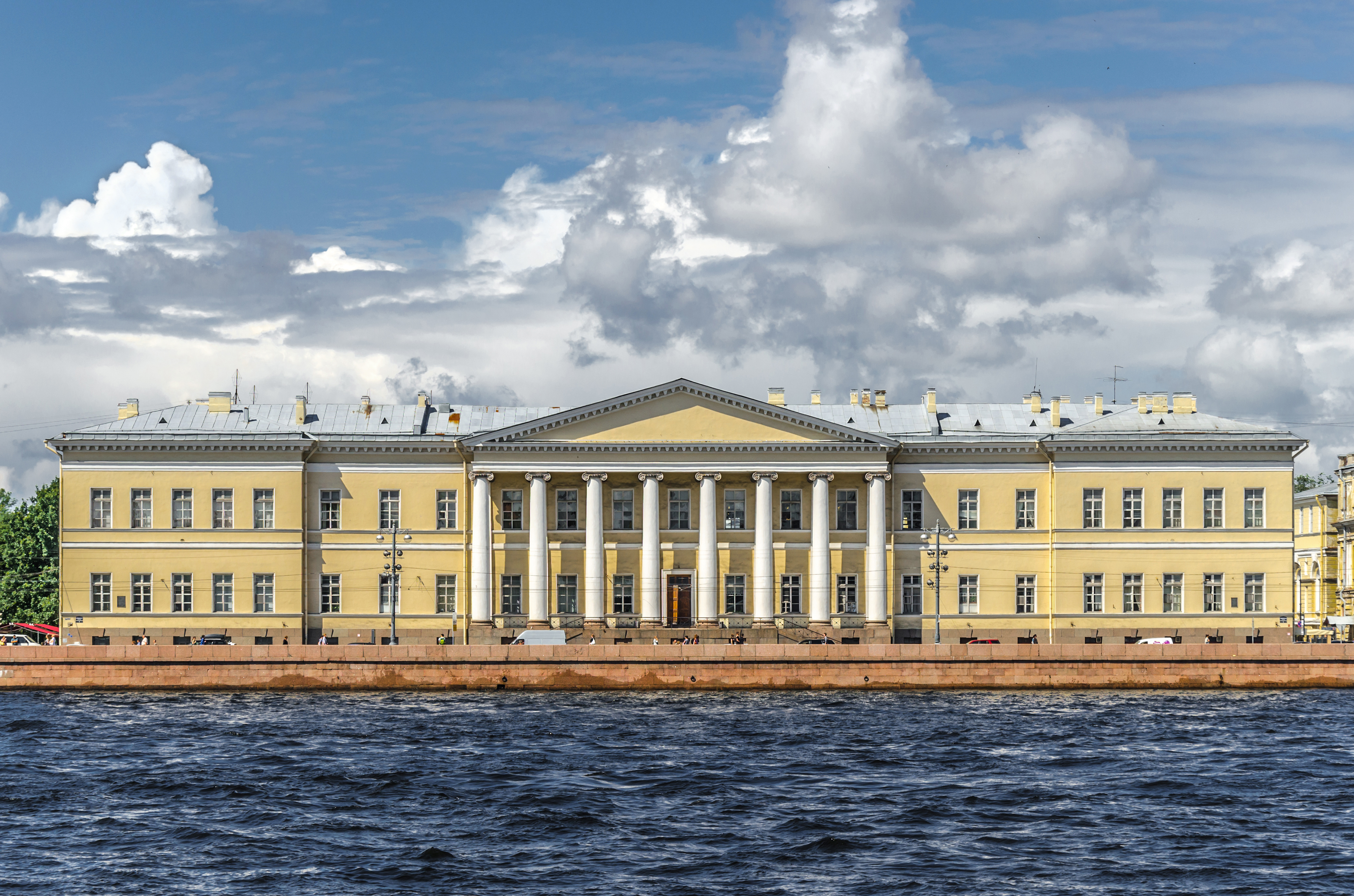
Fassade der Kaiserlich Russischen Akademie, heute die Petersburger Niederlassung der Russischen Akademie der Wissenschaften

Die Russische Akademie (russisch Академия Российская / Akademija Rossijskaja, wissenschaftliche Transliteration Akademija Rossijskaja) bzw. Kaiserlich Russische Akademie (russisch Императорская российская академия / Imperatorskaja rossijskaja akademija, wiss. Transliteration Imperatorskaja rossijskaja akademija) wurde 1783 von Katharina der  Großen (1729–1796)  und der Fürstin  Katharina R. Daschkowa (1743–1810)  als eine Forschungseinrichtung für russische Sprache und Literatur und um ein wissenschaftliches Wörterbuch zu erstellen nach dem Vorbild der Académie française in St. Petersburg gegründet. Die Kaiserliche Akademie ging 1841 in der zweiten Abteilung der Kaiserlichen Akademie der Wissenschaften in St. Petersburg auf.

## Geschichte
Die ersten Sitzungen und Versammlungen fanden im Palast der Fürstin Daschkowa, einer Freundin von Diderot und Voltaire, statt, bevor 1802–1804 ein Gebäude auf der Wassiljewski-Insel errichtet wurde. Sie wurde um 1810 von dem Baumeister Wassili Stassow umgebaut.
Die Akademie hatte sechzig Mitglieder, mit wöchentlichen Sitzungen, wobei die Teilnehmer eine silberne Wertmarke als Andenken erhielten. Das Jahresbudget der Akademie betrug von sechs bis sechzigtausend Rubel, außer während der Herrschaft von Paul I.
 Iwan Lepjochin war Ende des 18. Jahrhunderts ihr Sekretär.
Die erste Entscheidung der Akademie war die Schaffung des russischen Buchstabens „Ё“ (im deutschen wiedergegeben mit Jo), und um alle Theaterstücke, sowohl die gedruckten als auch die in Manuskripten erhaltenen, in einem Ganzen zu sammeln, veröffentlichte die Akademie der Wissenschaften (der die Fürstin Jekaterina Romanowna Daschkowa ebenfalls vorstand) in den Jahren 1786–1797 die Sammlung Das russische Theater, oder Vollständige Sammlung aller russischen Theaterwerke in 43 Bänden.
1841 wurde sie in die Kaiserliche Sankt Petersburger Akademie der Wissenschaften (der Vorgängerin der heutigen Russischen Akademie der Wissenschaften) eingegliedert.
Nach dem Umzug wurden die Räumlichkeiten 1842 der Kaiserlich Römisch-katholischen Akademie für Theologie zugewiesen.
Anlässlich seiner Aufnahme in die Russische Sprachakademie hatte Nikolai Michailowitsch Karamsin beispielsweise am 5. Dezember 1818 seine Rede gehalten, die das Problem der petrinischen kulturellen Reformen erörterte.

## Präsidenten

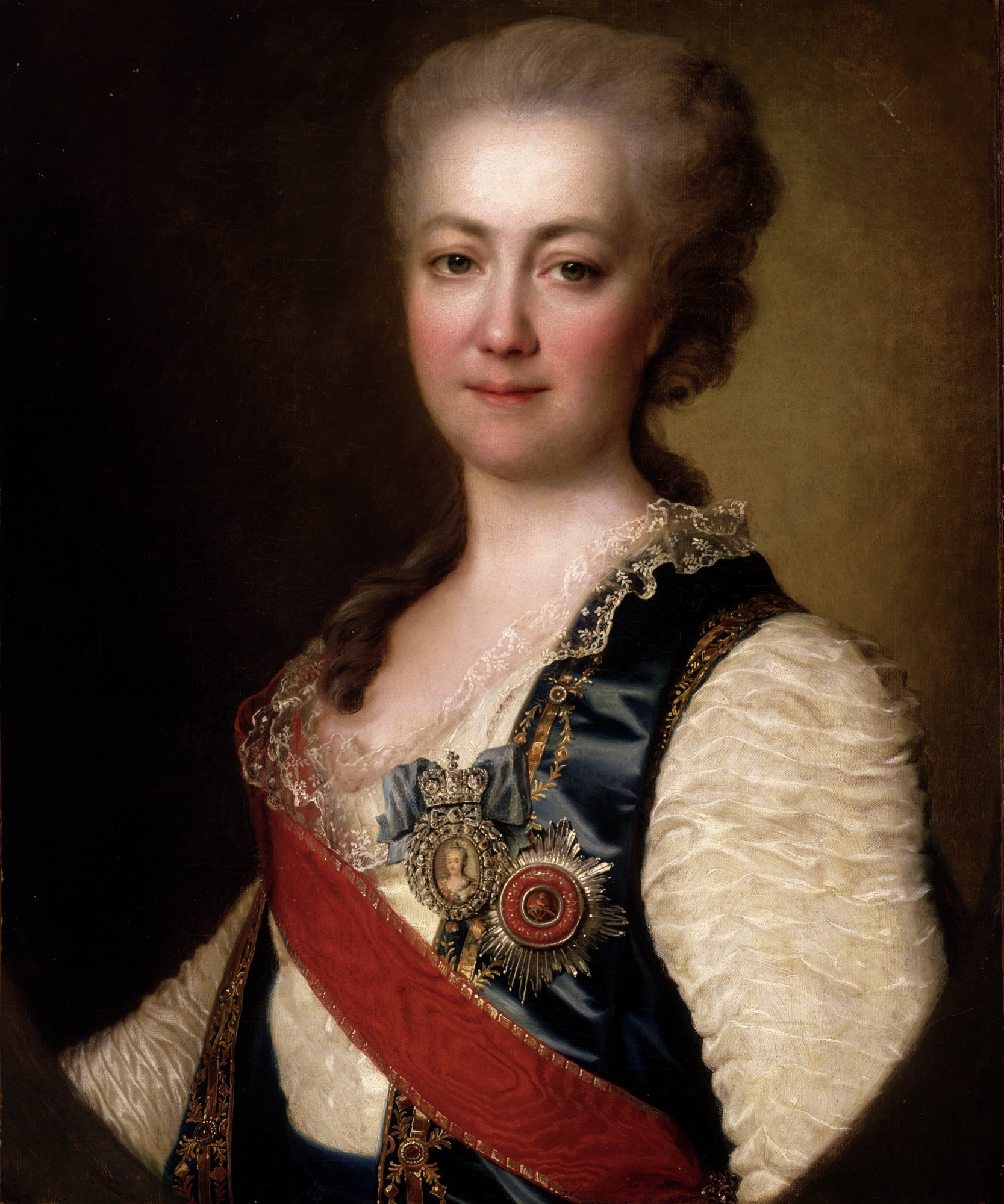
Porträt von Jekaterina Daschkowa von Dmitri Lewizki

- 1783–1796 Fürstin Daschkowa (oder Dachkoff nach der Schreibweise, die sie in ihrer Korrespondenz und ihren Memoiren auf Französisch verwendete)
- 1796–1801 Fürst Pawel Petrowitsch Bakunin
- 1801–1813 Andrei Nartow
- 1813–1841 Alexander Schischkow